# La battaglia dell'ultimo panzer
La battaglia dell'ultimo panzer è un film del 1969 diretto da José Luis Merino.

## Trama
Un giovane carrista tedesco rimane isolato durante l'avanzata degli americani, successiva allo sbarco in Normandia. Fa tutto il possibile per raggiungere le sue linee, ma proprio quando è ad un passo dal suo obiettivo rimane ucciso dal fuoco amico dei suoi camerati.

## Produzione
Stelvio Rosi ha dichiarato che essendo un film dal budget limitato, il suo carro armato era dipinto per metà con contrassegni tedeschi e per metà con quelli americani, per cui cambiando il lato della ripresa si dava la sensazione che due carri armati si sparassero, mentre nella realtà era sempre lo stesso.
Il film è stato girato in Spagna con un esteso uso di armi spagnole invece delle corrette armi tedesche e americane: pistole Astra, fucili d'assalto Cetme e mitra Star Z45; i bazooka sono M20 americani o M65 spagnoli. I carri tedeschi sono in realtà carri M47 Patton americani in dotazione all'esercito spagnolo, che compaiono nel ruolo di "panzer" anche nel film La battaglia dei giganti.
Pur essendo ambientato dopo lo sbarco in Normandia (avvenuto il 6 giugno 1944), la versione tedesca del film venne distribuita in Germania con il titolo Monte-Cassino, con chiaro riferimento alla battaglia di Montecassino, conclusasi però qualche mese prima.